# 馬新貽
馬 新貽（ば しんい、Ma Xinyi、1821年11月3日- 1870年8月22日）は、清末の官僚。字は穀山。ムスリム。山東省菏沢県出身。
道光27年（1847年）の進士で、李鴻章と同期。安徽省の太和・宿松などの知県を務めた。太平天国と捻軍に対しては団練を組織し、安徽省北部を転戦して、廬州知府代理、安慶知府に抜擢された。咸豊11年（1861年）に父の死により郷里に帰ったが、捻軍が山東省に侵入したため、防衛の指揮を執った。翌同治元年（1862年）に安徽省に戻り、袁甲三に従って廬州の奪回に功績があった。同治2年（1863年）、安徽北部の団練の苗沛霖が反旗を翻し蒙城で包囲されたが、守り抜くことに成功し安徽布政使となった。
翌同治3年（1864年）に浙江巡撫に昇進し、政治・軍事ともに実績を上げた。同治6年（1867年）に閩浙総督に就任し、翌同治7年（1868年）に曽国藩の後任の両江総督に異動となった。しかし両江総督在職中の同治9年（1870年）、張文祥によって衆人環視のもと刺殺された。張文祥は処刑されたが原因は不明に終わったため、馬新貽の暗殺は清末四大奇案の1つとして数えられ、演劇・映画・テレビドラマの題材として幾度かとりあげられた。死後は直隷総督だった曽国藩が両江総督に復帰、李鴻章が直隷総督に就任した。